# Минет

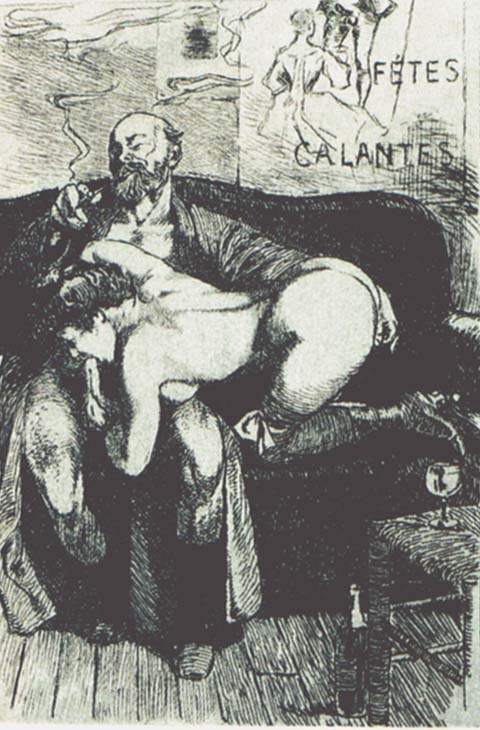
Мартин ван Маэле, иллюстрация к произведению Поля Верлена, 1907

Мине́т ([mʲɪˈnʲet]; от фр. minette [mi.nɛt] — кошечка, faire des minettes — (разг.) щекотать, ласкать) — собирательное название орального секса, при котором половой член пассивно возбуждается ртом, языком, зубами или горлом принимающего партнёра.
Минет, помимо человека, обнаруживается у приматов и рукокрылых.
Синонимы: пенилинкция, фаллаторизм (от др.-греч. φαλλός — половой член). В 1890-е годы в русском языке был распространён вариант минетка (см. дневники Брюсова); в 1920—1930-е годы слово «минет» употреблялось и для обозначения куннилингуса (см. дневники Хармса). Возможно выполнение ради достижения половым членом эрекции, при частичной эрекции, при эректильной дисфункции, а также как заменяющая форма половой деятельности при болезненном влагалищном половом акте.

## Варианты и техники минета

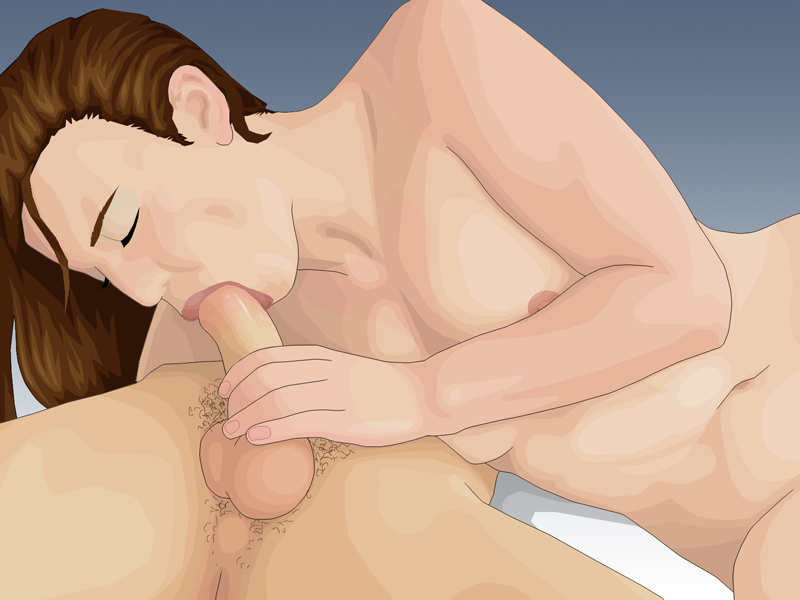
Фелляция

- Фелляция (лат. fello — сосу) — разновидность орального секса, подразумевающая пассивное возбуждение полового члена и/или мошонки посредством поцелуев, лизания, нежного покусывания или сосания со стороны принимающего партнёра. Как правило, наибольшее внимание уделяется головке полового члена. В качестве дополнительной стимуляции принимающий партнёр зачастую проводит возвратно-поступательные движения рукой или руками по стволу пениса.
- Иррумация (лат. irrumatio — ir- — внутри + ruma — сосок) — форма активного орального секса, подразумевающая, в отличие от фелляции, самостоятельные фрикции полового члена в ротовой полости. Принимающий партнёр остаётся пассивным. Как особую форму иррумации рассматривают технику глубокое горло, которая подразумевает введение эрегированного члена в рот и в горло на всю длину и фрикции непосредственно в горле. Иррумация как одна из форм совершения проникающего полового сношения сопровождается выполнением активных толчковых движений половым членом в ротовую полость и глотку принимающего партнёра[2].
- Аутофелляция (от др.-греч. αὐτός — сам и лат. fello — сосу) — разновидность минета, форма полового самоудовлетворения, при котором половой член ласкается ртом и языком самостоятельно.
- Игра в снежки (англ. Snowballing[3] или «обмен спермой» (англ. Cum-Swapping)[4] подразумевает эякуляцию в рот с последующей передачей спермы партнёру или нескольким партнёрам посредством поцелуя, сплёвывания или стекания[5][6][7][8]. В результате смешивания со слюной и частого перемешивания сперма вспенивается и увеличивается в объёме, благодаря чему ею можно поделиться с партнёрами, желающими её проглотить или использовать в дальнейшем. Техника часто встречается в порно.

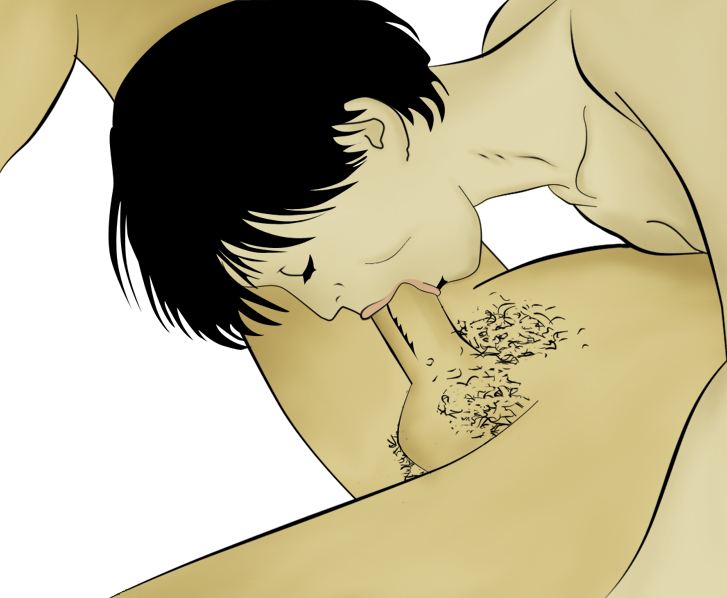
Минет в позиции 69
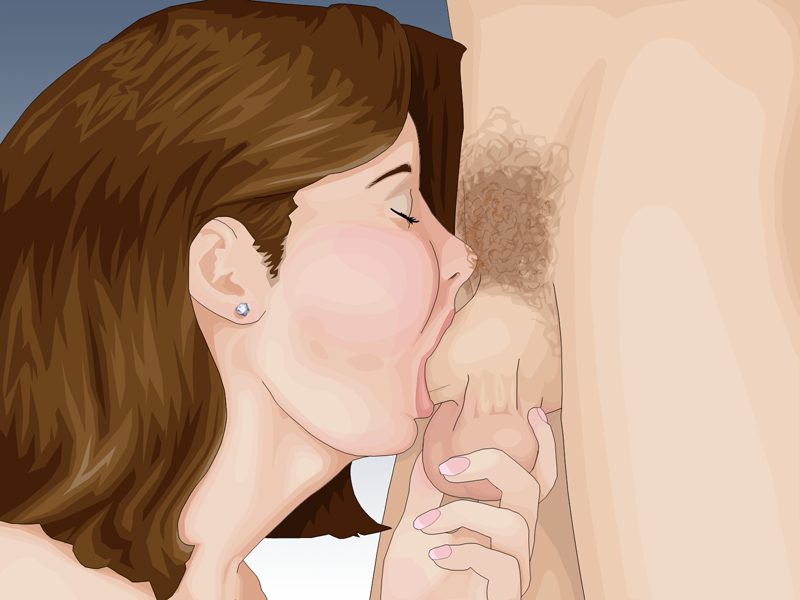
Минет в стиле глубокая глотка
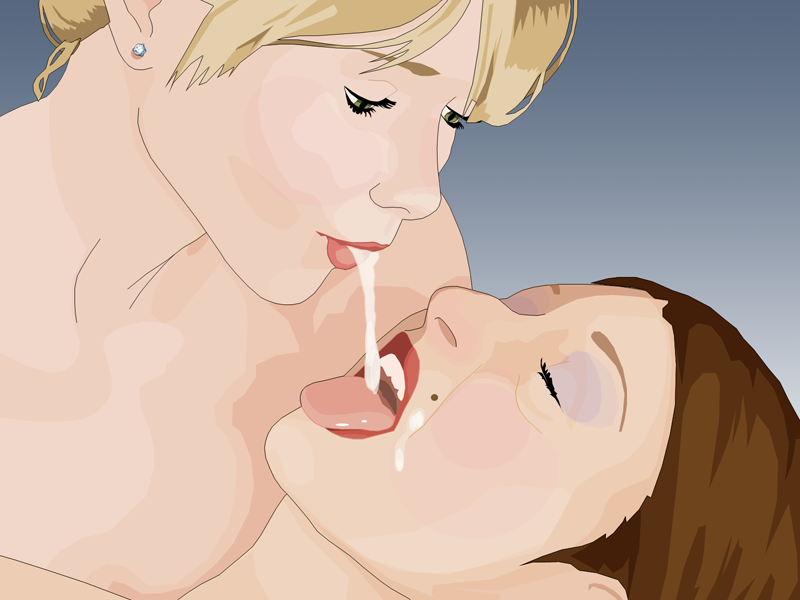
«Игра в снежки»

## История
- В Древней Греции минет был известен, хотя отношение к нему было настороженным. Существуют древнегреческие изображения минета между мужчиной и женщиной и между двумя мужчинами.
- В Древнем Риме минет и иррумация считались допустимыми только в области внесупружеского секса, особенно гомосексуального. Минет и иррумация, как и пассивная роль в гомосексуальном акте, считались унизительными для делающего минет или принимающего иррумацию. Римляне различали иррумацию (лат. irrumatio) — «давание члена», часто предполагающее принуждение партнёра к минету — и фелляцию (лат. fellatio) — то есть совершение минета. У Катулла иррумация упоминается в качестве угрозы: лат. Pedicabo ego vos et irrumabo (Catullus 16).
- Подробное описание минета встречается уже в древнеиндийском трактате «Камасутра», начиная с первого века нашей эры[9]. Камасутра описывает фелляцию в мельчайших подробностях и лишь кратко говорит о куннилингусе. Однако по Камасутре фелляция, прежде всего, характерна для евнухов (или, в другом переводе, для женственных гомосексуалов или транссексуалов, похожих на современных хиджров Индии).
- Культура моче древнего Перу поклонялась повседневной жизни, включая половые акты. Они изображали фелляцию на своей керамике[10].

В некоторых культурах, таких как маньчжурская, телугу, в сельских районах Камбоджи и Таиланда поцелуи или прикосновения к пенису мужчины считаются несексуальной формой привязанности или даже формой приветствия. Такая практика обычно снижается с урбанизацией и вестернизацией.

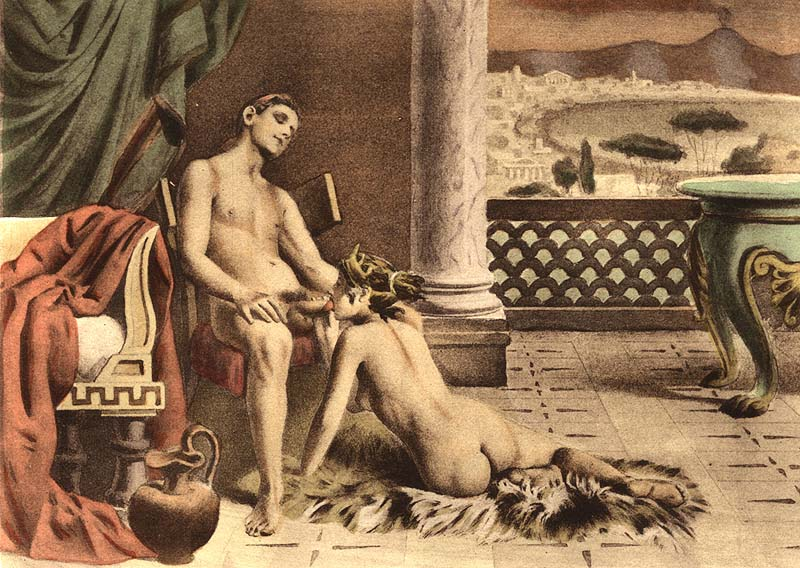
Рисунок Эдуара Анри Авриля
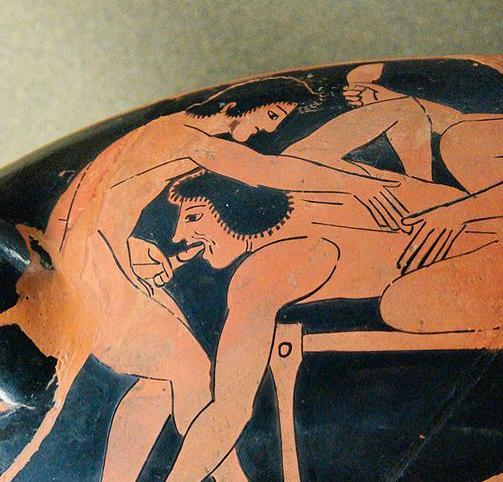
Изображение фелляции на аттическом краснофигурном киликсе, ок. 510 г. до н. э.
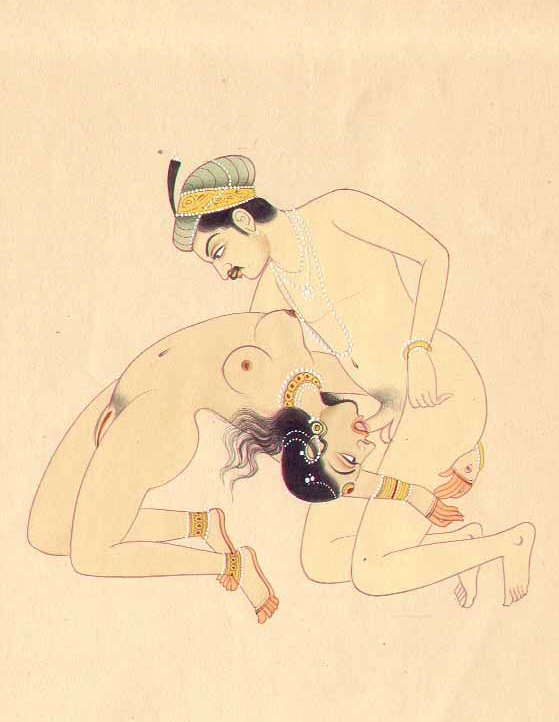
Оральный секс, изображённый в Камасутре
Керамический кувшин древнего Перу

## Современное использование
- К минету прибегают во время предварительных ласк с целью усилить или вызвать эрекцию у партнёра.
- Женщины могут применять минет в заключительной фазе традиционного коитуса в целях предохранения от беременности.

### В массовой культуре
В ряде художественных непорнографических фильмов были реальные сцены минета:
- «Коричневый кролик» — Хлои Севиньи и Винсент Галло[14].
- «Интим» — Керри Фокс и Марк Райлэнс[15].
- «9 песен» — Марго Стилли и Киран О’Брайан[15].